# Condé, Indre

Condé este o comună în departamentul Indre, Franța. În 1 ianuarie 2022 avea o populație de 227 de locuitori.